# Aughton (Lancaster)
Aughton – wieś w Anglii, w Lancashire. Leży 9,4 km od miasta Lancaster, 37,8 km od miasta Preston i 336,9 km od Londynu. W latach 1870–1872 miejscowość liczyła 132 mieszkańców.